# 남위 47도
남위 47도는 적도로부터 남쪽으로 47도 떨어진 위선이다. 대서양, 인도양, 태평양, 남아메리카를 지난다. 이 위도에서의 일조시간은 하지일 때 15시간 54분, 동지일 때 8시간 31분이다.

## 지나가는 지역
남위 47도선은 본초 자오선에서 동쪽 방향으로 다음 지역들을 지나간다.
| 좌표                                                    | 국가, 지역, 해역 | 비고                                              |
| ------------------------------------------------------- | ---------------- | ------------------------------------------------- |
| 남위 47° 0′ 동경 0° 0′  / 남위 47.000° 동경 0.000°      | 대서양           |                                                   |
| 남위 47° 0′ 동경 20° 0′  / 남위 47.000° 동경 20.000°    | 인도양           | 남아프리카 공화국의 프린스에드워드 제도 남쪽 통과 |
| 남위 47° 0′ 동경 147° 0′  / 남위 47.000° 동경 147.000°  | 태평양           | 태즈먼해                                          |
| 남위 47° 0′ 동경 167° 42′  / 남위 47.000° 동경 167.700° | 뉴질랜드         | 스튜어트섬                                        |
| 남위 47° 0′ 동경 168° 13′  / 남위 47.000° 동경 168.217° | 태평양           |                                                   |
| 남위 47° 0′ 서경 74° 3′  / 남위 47.000° 서경 74.050°    | 칠레             | 산에스테반만과 노던파타고니안 빙원, 아이센주      |
| 남위 47° 0′ 서경 71° 52′  / 남위 47.000° 서경 71.867°   | 아르헨티나       | 산타크루스주                                      |
| 남위 47° 0′ 서경 66° 48′  / 남위 47.000° 서경 66.800°   | 대서양           |                                                   |

## 같이 보기
- 남위 46도
- 남위 48도